# Институт Испании

Логотип Института Испании

Институт Испании (исп. Instituto de España, IdeE) — научное учреждение, объединяющее 10 королевских академий Испании, базирующихся в Мадриде и Барселоне.
Согласно Уставу 1947 года, «Институт Испании был образован как национальная корпорация, выражающая высшие достижения испанской культуры, и академический институт („Сенат испанской культуры“), целью которого является поддержание и укрепление духовного братства десяти национальных королевских академий (испанского языка, истории, изящных искусств, точных и естественных наук, моральных и политических наук, медицины, юриспруденции и законодательства, фармацевтики, инженерии и экономических и финансовых наук), поддержка и взаимодействие друг с другом для большей эффективности своей деятельности, формирование „наилучшего“ академического представительства в Испании и за границей» (Королевский указ 1160/2010, пояснительная записка).

## История

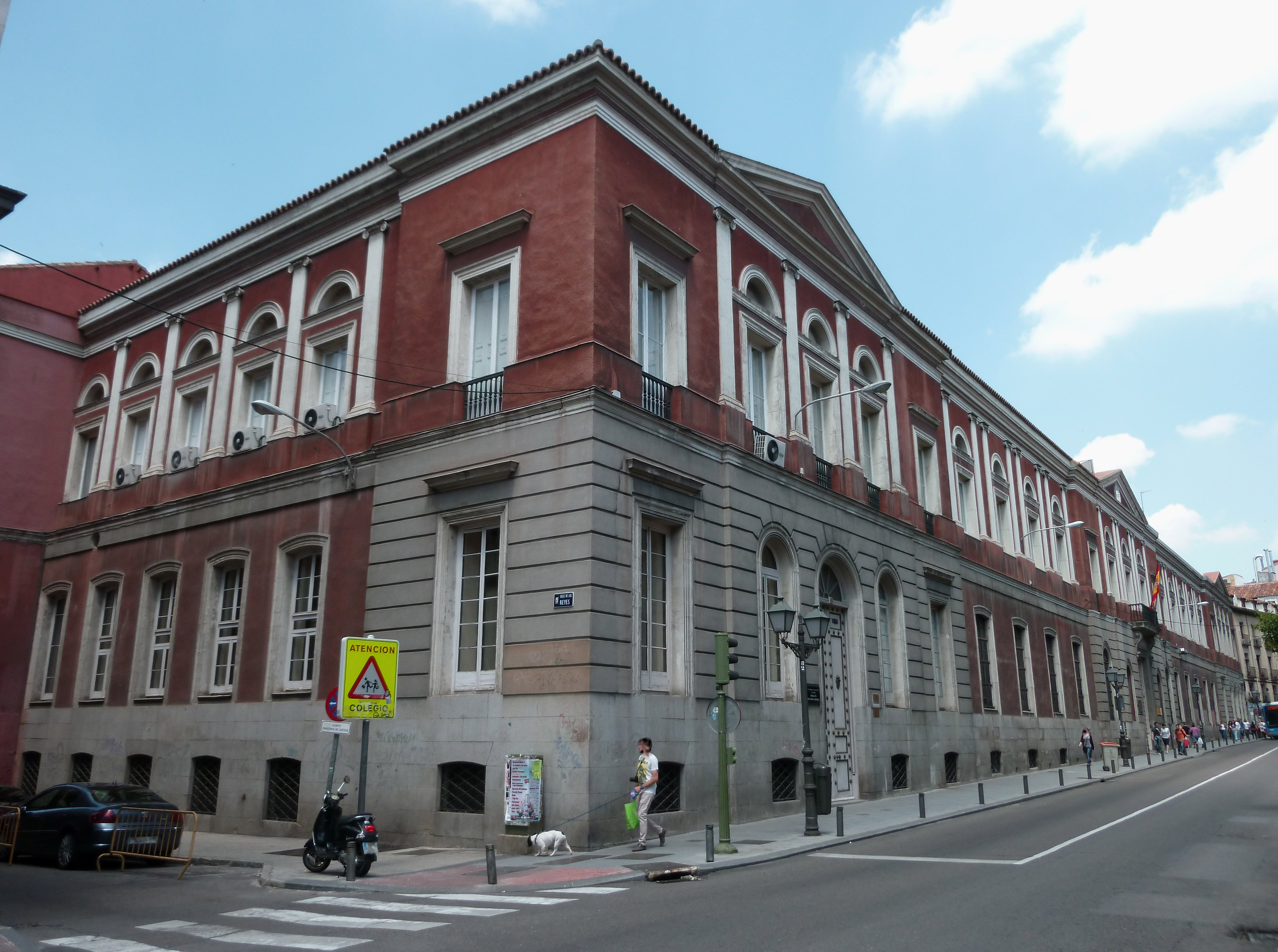
Внешний вид особняка Сан-Бернардо в Мадриде, где расположена штаб-квартира Института Испании.

Институт Испании был создан по инициативе писателя и философа Эухенио д’Орса по модели Института Франции при активном содействии Педро Родригеса, который вскоре после основания Института Испании был назначен министром образования. Д’Орс и Родригес исходили из необходимости создать над академиями национального масштаба специальный орган, который бы их объединял, сохраняя при этом юридическую самостоятельность каждой академии.
Институт был учреждён во время гражданской войны указами от 8 декабря 1937 года и 1 января 1938 года. Учредительное собрание Института состоялось 27 декабря 1937 года в Бургосе при участии представителей существовавших тогда шести королевских академий, а торжественное открытие прошло 6 января 1938 года в аудитории Университета Саламанки, где представители каждой академии принесли торжественную присягу. В 1939 году, после окончания гражданской войны, статус академий и их отношения с Институтом Испании были формализованы инструкциями министерств.
Среди первых задач Института были создание уникальных текстов для начального образования, организация соответствующих редакций и изданий, а также факультета «высокой культуры» и учреждения для координации научных исследований в Испании, куда предполагалось включить существовавший с 1907 года Совет по развитию научных исследований, а также воссозданный в 1940 году Высший совет по научным исследованиям, в чьи функции входила координация деятельности Королевских академий, а также связи между ними и Министерством образования.
В апреле 1939 года были утверждены первые регламенты деятельности Института, и уточнены его функции.
18 апреля 1947 года был утверждён новый Устав Института, который действовал более шести десятилетий, до принятия ныне действующего Устава от 17 сентября 2010 года. В 2009 году был отменен королевский указ, согласно которому все Королевские академии, входящие в Институт Испании, должны иметь свою штаб-квартиру в Мадриде.
С 1939 года Институт Испании располагался в Мадриде и несколько раз сменил место пребывания своей штаб-квартиры. Мадриде. Первым местом его пребывания был дворец Ревильяхихедо на улице Сакраменто, затем он размещался во дворце маркиза Молинса, на улице Амор де Диос; в настоящее время он расположен во дворце Сан-Бернардо по адресу: улица Сан-Бернардо 49, в муниципальном подрайоне Универсидад.

## Логотип
Первоначальный логотип Института Испании, действовавший с 1937 по 1978 годы, был символом университетского происхождения. Во время президентства в Институте Испании Фернандо Гойтии в 1978 году был принят новый логотип, представляющий собой анаграмму, образованную латинскими буквами «I» и «E», соединенными частицей «Ð», все — красного цвета, увенчанные королевской короной, которые символизируют нынешнее состояние Института.